# Ombla
L'Ombla est une courte rivière de Croatie d'une longueur de 30 m seulement qui naît d'une résurgence karstique et se termine dans la ria de Rijeka Dubrovačka (en) dans la mer Adriatique.

## Source de la traduction
- (en) Cet article est partiellement ou en totalité issu de l’article de Wikipédia en anglais intitulé « Ombla » (voir la liste des auteurs).